# Eugène Benjamin Selmy
Eugène Benjamin Selmy, né le 3 mai 1874 à Clermont-l'Hérault où il est mort 13 octobre 1945, est un artiste peintre français.

## Biographie
Eugène Marius Fulcrand Benjamin Selmy est le fils de François Benjamin Stanislas Selmy, et de Marie Olympe Philomène Audran, modiste.
Il quitte les Beaux-arts de Montpellier pour rejoindre Paris.
Elève de Léon Bonnat, Pierre-Paul-Léon Glaize et Albert Maignan, il expose au Salon à partir de 1900 et obtient une médaille de 3e classe et le prix Marie-Bashkirtseff en 1902.
En 1904, il épouse Rosalie Naninck à Paris, les peintres Pierre-Paul-Léon Glaize et Joseph Marius Jean Avy sont les témoins du mariage.
Il meurt à son domicile le 13 octobre 1945, à l'âge de 71 ans.

## Distinctions
- Chevalier de la Légion d'honneur (1919)[5].